# دختری که به لانه زنبور لگد زد (فیلم)
دختری که به لانه زنبور لگد زد (به سوئدی: Luftslottet som sprängdes) یک فیلم درام دلهره‌آور سوئدی محصول سال ۲۰۰۹، که بر اساس رمانی به همین نام، نوشته نویسنده و روزنامه‌نگار سوئدی استیگ لارسن و به کارگردانی دانیل آلفردسون ساخته شده‌است. این سومین و آخرین فیلم از سری رمان سه‌گانه هزاره و ادامهٔ دختری که با آتش بازی کرد است.